# Kristningssagan
Kristningssagan (isl. Kristni saga) är en berättelse om den kristna missionen på Island, antagandet av kristendomen på Alltinget, samt om de första kristna biskoparna fram till biskop Gissur Isleifssons död år 1118. Berättelsen härstammar från 1100-talet, men är i dess nuvarande form skriven på 1200-talet.
Kristningssagan finns enbart bevarad i Hauksbok från 1300-talets förra hälft. Den trycktes först i Skálholt år 1688.
Kristningssagan finns översatt till svenska av Åke Ohlmarks (1962), och ingår i del 1 av volymen "De isländska sagorna" (även om den inte i egentlig mening räknas till Islänningasagorna).